# آيت إفوس (سيدي عبد الله البوشواري)
آيت إفوس هي إحدى مشيخات المملكة المغربية، تتبع جغرافيا لإقليم شتوكة آيت باها وإداريًا لسيدي عبد الله البوشواري. يقدر عدد سكانها بـ 2019 نسمة حسب الإحصاء الرسمي للسكان والسكنى لسنة 2004.